# Mauguio
Mauguio (prononcé : /mo.ɡjo/ ; en occitan Mauguòu, [maw.'ɣiɔw][réf. nécessaire]) est une commune française située dans le département de l'Hérault, en région Occitanie.
Exposée à un climat méditerranéen, elle est drainée par le canal d'irrigation du Bas-Rhône Languedoc, le canal du Rhône à Sète, le Salaison, le canal de Lansargues, la Cadoule, le Bérange, le ruisseau d'Aigues-Vives, le ruisseau de la Balaurie, le ruisseau de la Jasse et par divers autres petits cours d'eau. La commune possède un patrimoine naturel remarquable : deux sites Natura 2000 (l'« étang de Mauguio » et les « étangs palavasiens et étang de l'Estagnol »), quatre espaces protégés (le « marais  de la Castillone », l'« étang de l'Or », « Lido de l'Or » et la Petite Camargue) et neuf zones naturelles d'intérêt écologique, faunistique et floristique.
Mauguio est une commune urbaine et littorale qui compte 16 417 habitants en 2022, après avoir connu une forte hausse de la population depuis 1962. Elle est dans l'unité urbaine de Mauguio et fait partie de l'aire d'attraction de Montpellier. Ses habitants sont appelés les Melgoriens ou  Melgoriennes. Avant Mauguio s’appelait Melgueil, d’où le nom Melgoriens et Melgoriennes.
Mauguio est membre de la communauté d'agglomération du pays de l'Or dont elle abrite le siège depuis le 1er janvier 2005. Elle est rattachée au canton de Mauguio dont elle assure le bureau centralisateur, autrefois, le « chef-lieu de canton depuis la création de la municipalité.
Afin de bien mettre en avant son attachement avec sa station balnéaire, Carnon, située en bordure du Golfe du Lion, le site officiel de la mairie de Mauguio présente la commune sous l'appellation de « Mauguio-Carnon ».
La commune fait partie de l'aire d'attraction de Montpellier. Ses habitants sont les Melgoriens et les Melgoriennes. Les gentilés de Carnon ne sont plus référencés. Jusqu'en 2021, les gentilés de Carnon étaient les Carnonnais et Carnonnaises.

## Géographie
Les communes limitrophes sont Saint-Aunès, Aigues-Mortes, Baillargues, Candillargues, Lansargues, Lattes, Marsillargues, Montpellier, Mudaison, Palavas-les-Flots, Pérols et La Grande-Motte.

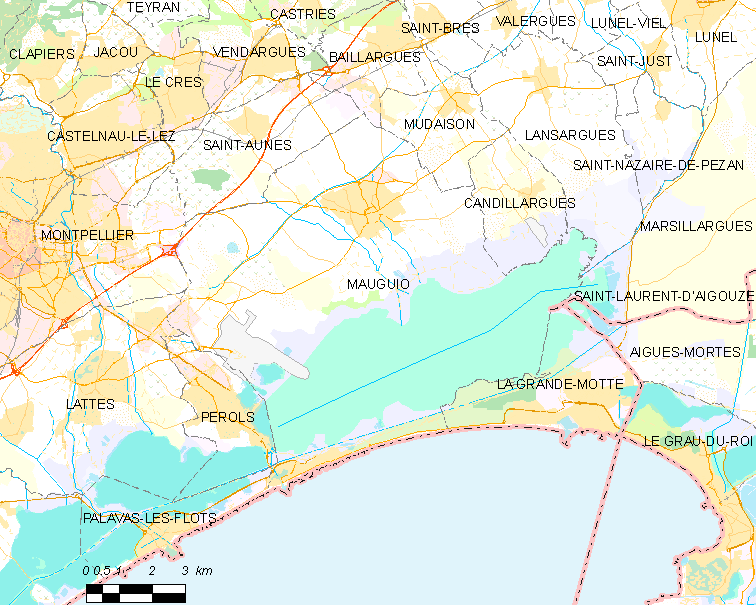
Carte.

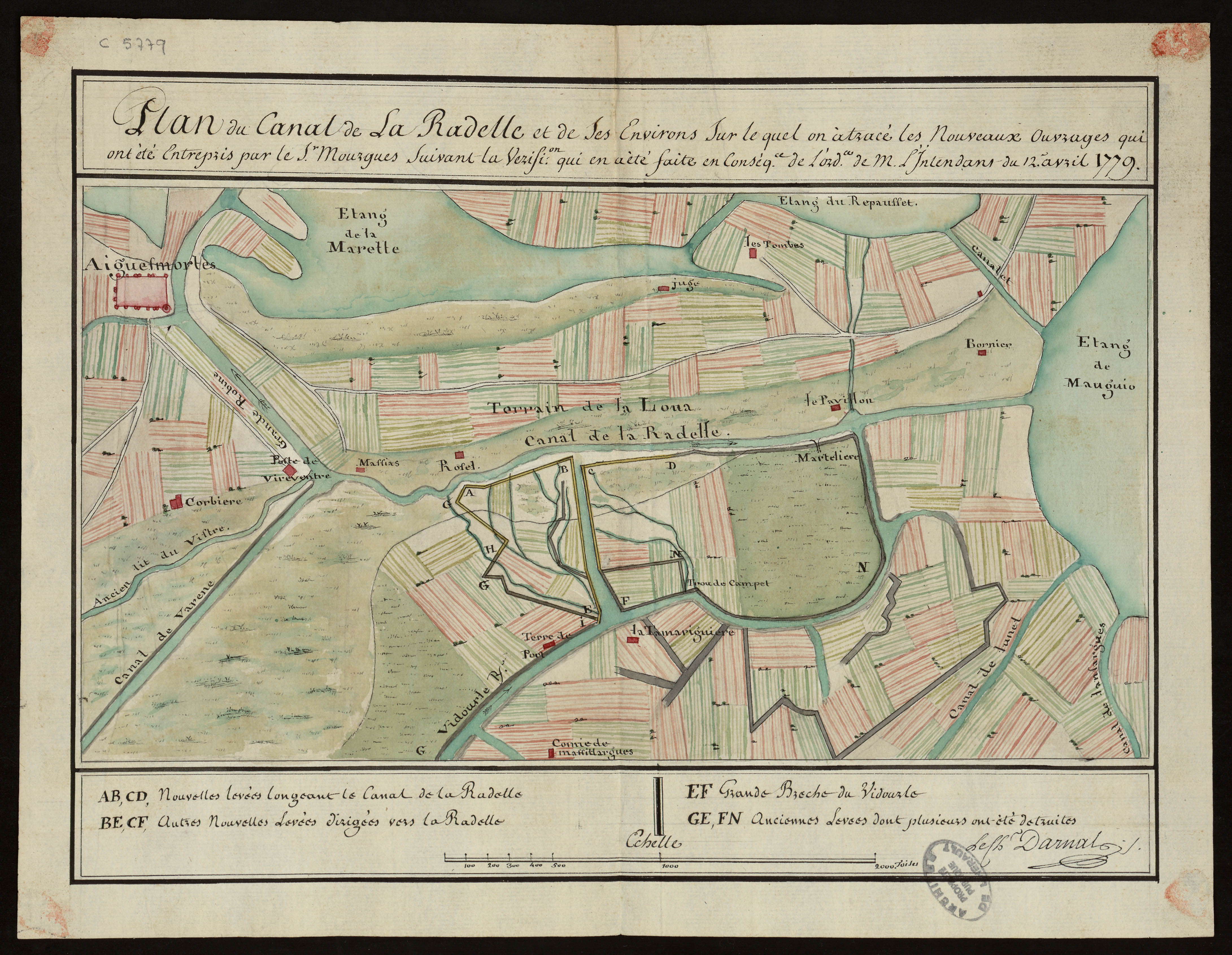
Mauguio : plan du canal de la Radelle.

La majeure partie de son territoire se trouve dans la plaine viticole et maraîchère de Mauguio en périphérie de Montpellier. La commune comprend également la quasi-totalité de l'étang de l'Or et une partie du cordon dunaire entre Palavas-les-Flots, la station balnéaire de Carnon et La Grande-Motte (cette dernière était une partie intégrante du territoire melgorien jusqu'en 1974).
La ville de Mauguio est un bourg planté au milieu de la plaine agricole, dont les boulevards circulaires rappellent la présence de remparts.
Les autres localités présentes sur le territoire communal de Mauguio sont :
- Carnon[1] ;
- les Garrigues ;
- Vauguières le Haut / le Bas ;
- Bosc-Viel - les Fournieux ;
- Fréjorgues, site de l'aéroport Montpellier-Méditerranée ;
- les Cabanes de Mauguio, au sud de la ville, au bord de l'étang de l'Or.

Depuis 2018, Mauguio et Carnon sont unis sous le même code postal (34130).

### Communes limitrophes
| Vendargues (5.66 / 6,92 km) Saint-Aunès (4.57 / 6,01 km) Castelnau-le-Lez (8.21 / 12,63 km) | Baillargues (5.07 / 5,86 km)       | Saint-Brès (5.58 / 7,07 km) Mudaison (4.54 / 5,68 km) Lansargues (6.41 / 7,05 km) |
| Montpellier (10.73 / 16,00 km)                                                              | Mauguio                            | Candillargues (4.76 / 5,42 km)                                                    |
| Boirargues (8.00 / 9,56 km) Pérols (7.94 / 12,33 km) Carnon-Plage (8.00 / 14,71 km)         | Mer Méditerranée (7.06 / 16,14 km) | Aigues-Mortes (15.54 / 32,73 km) La Grande-Motte (8.68 / 23,70 km)                |

### Climat
Le climat qui caractérise la commune est qualifié, en 2010, de « climat méditerranéen franc », selon la typologie des climats de la France qui compte alors huit grands types de climats en métropole. En 2020, la commune ressort du type « climat méditerranéen » dans la classification établie par Météo-France, qui ne compte désormais, en première approche, que cinq grands types de climats en métropole. Pour ce type de climat, les hivers sont doux et les étés chauds, avec un ensoleillement important et des vents violents fréquents.
Les paramètres climatiques qui ont permis d’établir la typologie de 2010 comportent six variables pour les températures et huit pour les précipitations, dont les valeurs correspondent à la normale 1971-2000. Les sept principales variables caractérisant la commune sont présentées dans l'encadré suivant.
| Paramètres climatiques communaux sur la période 1971-2000 - Moyenne annuelle de température : 14,4 °C - Nombre de jours avec une température inférieure à −5 °C : 1,3 j - Nombre de jours avec une température supérieure à 30 °C : 14,2 j - Amplitude thermique annuelle : 16,9 °C - Cumuls annuels de précipitation : 647 mm - Nombre de jours de précipitation en janvier : 5,7 j - Nombre de jours de précipitation en juillet : 2,4 j |

Avec le changement climatique, ces variables ont évolué. Une étude réalisée en 2014 par la Direction générale de l'Énergie et du Climat complétée par des études régionales prévoit en effet que la  température moyenne devrait croître et la pluviométrie moyenne baisser, avec toutefois de fortes variations régionales. La station météorologique de Météo-France installée sur la commune et mise en service en 1946 permet de connaître en continu l'évolution des indicateurs météorologiques. Le tableau détaillé pour la période 1981-2010 est présenté ci-après.
La température moyenne annuelle évolue de 14,7 °C pour la période 1971-2000, à 15,1 °C pour 1981-2010, puis à 15,5 °C pour 1991-2020.
| Mois                                  | jan.           | fév.             | mars            | avril           | mai            | juin           | jui.            | août           | sep.            | oct.            | nov.            | déc.             | année      |
| ------------------------------------- | -------------- | ---------------- | --------------- | --------------- | -------------- | -------------- | --------------- | -------------- | --------------- | --------------- | --------------- | ---------------- | ---------- |
| Température minimale moyenne (°C)     | 2,8            | 3,3              | 5,9             | 8,7             | 12,5           | 16             | 18,9            | 18,5           | 15              | 11,9            | 6,8             | 3,7              | 10,4       |
| Température moyenne (°C)              | 7,2            | 8                | 10,9            | 13,4            | 17,2           | 21,2           | 24,1            | 23,7           | 20              | 16,2            | 11,1            | 7,9              | 15,1       |
| Température maximale moyenne (°C)     | 11,6           | 12,8             | 15,9            | 18,2            | 22             | 26,4           | 29,3            | 28,9           | 25              | 20,5            | 15,3            | 12,2             | 19,9       |
| Record de froid (°C) date du record   | −15 28.01.1947 | −17,8 05.02.1963 | −9,6 07.03.1971 | −1,7 06.04.1970 | 0,6 04.05.1967 | 5,4 10.06.1956 | 8,4 07.07.1962  | 8,2 09.08.1955 | 3,8 29.09.1972  | −0,7 23.10.1974 | −5 28.11.1985   | −12,4 27.12.1962 | −17,8 1963 |
| Record de chaleur (°C) date du record | 21,2 28.01.02  | 23,6 22.02.19    | 27,4 18.03.1997 | 30,4 08.04.11   | 35,1 28.05.06  | 43,5 28.06.19  | 37,5 17.07.1990 | 37,7 04.08.17  | 36,3 25.09.1983 | 31,8 02.10.1997 | 27,1 03.11.1970 | 22 12.12.1961    | 43,5 2019  |
| Ensoleillement (h)                    | 142,9          | 168,1            | 220,9           | 227             | 263,9          | 312,4          | 339,7           | 298            | 241,5           | 168,6           | 148,8           | 136,5            | 2 668,2    |
| Précipitations (mm)                   | 55,6           | 51,8             | 34,3            | 55,5            | 42,7           | 27,8           | 16,4            | 34,4           | 80,3            | 96,8            | 66,8            | 66,7             | 629,1      |

### Milieux naturels et biodiversité

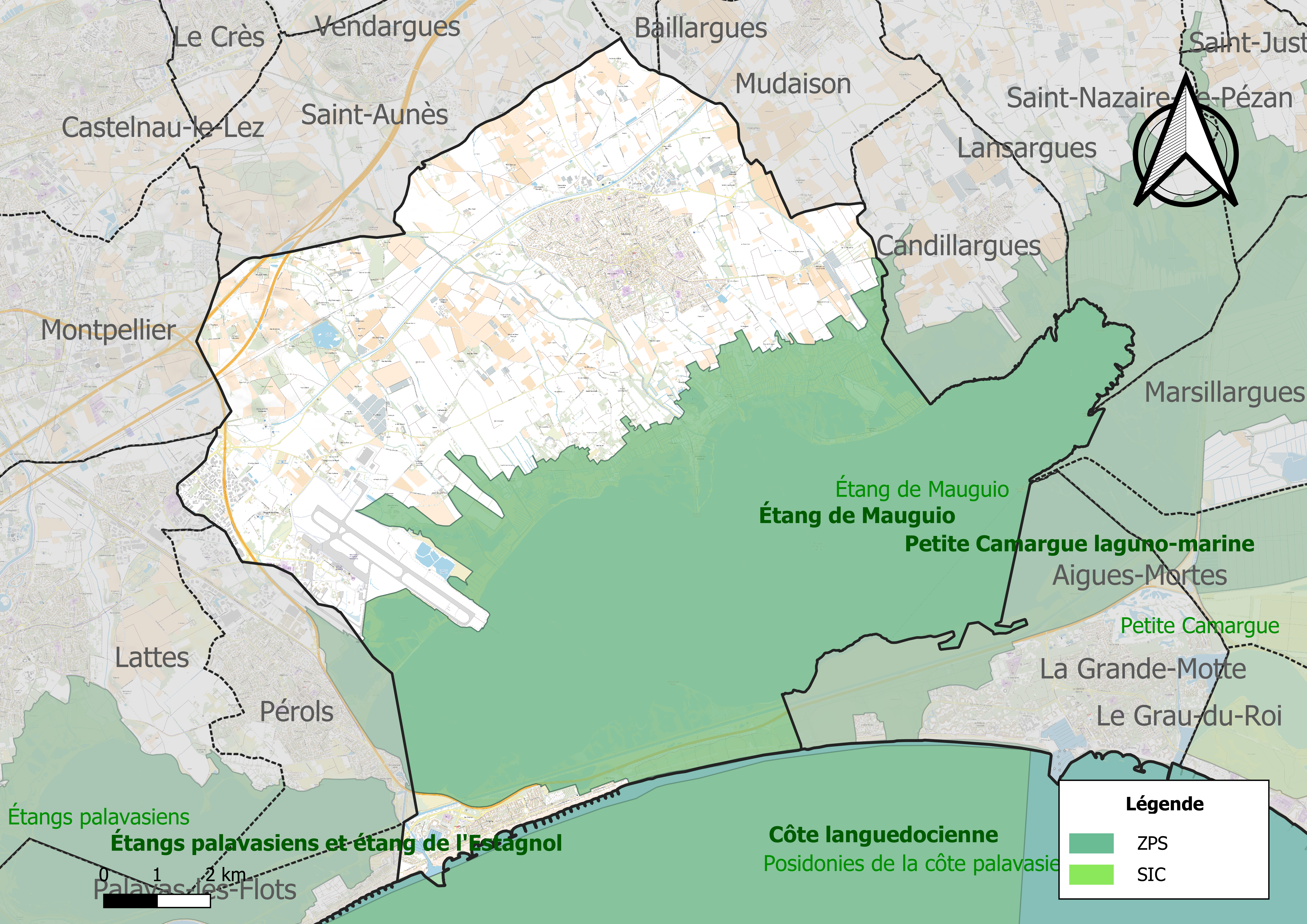
Sites Natura 2000 sur le territoire communal.

#### Espaces protégés
La protection réglementaire est le mode d’intervention le plus fort pour préserver des espaces naturels remarquables et leur biodiversité associée,.
Quatre espaces protégés sont présents sur la commune : 
- le « marais  de la Castillone », objet d'un arrêté de protection de biotope, d'une superficie de 71 ha[15] ;
- l'« étang de l'Or », un terrain acquis par le Conservatoire du Littoral, d'une superficie de 609,4 ha[16],[17] ;
- « Lido de l'Or », un terrain acquis par le Conservatoire du Littoral, d'une superficie de 431,9 ha[18],[19] ;
- la Petite Camargue, une zone humide protégée par la convention de Ramsar, d'une superficie de 41 705,5 ha[20].

#### Réseau Natura 2000: étangs de Mauguio, palavasiens et de l'Estagnol
Le réseau Natura 2000 est un réseau écologique européen de sites naturels d'intérêt écologique élaboré à partir des directives habitats et oiseaux, constitué de zones spéciales de conservation (ZSC) et de zones de protection spéciale (ZPS).
Un site Natura 2000 a été défini sur la commune au titre de la directive oiseaux,, mais aussi de la directive habitats, l'« étang de Mauguio » ou « étang de l'Or ». D'une superficie de 7 020 ha, cette lagune communique avec la mer par un grau qui relie le Sud-Ouest de l'étang au port de Carnon. L'étang est entouré par une gamme variée d'habitats naturels : un système dunaire, des milieux saumâtres à hyper salés sur les rives sud et est et des milieux saumâtres à doux influencés par l'eau douce sur les rives nord. Ce site présente une diversité des milieux et des conditions d'hygrométrie et de salinité, lui conférant un intérêt ornithologique remarquable.
Un autre site relève de la directive oiseaux : les « étangs palavasiens et étang de l'Estagnol », d'une superficie de 6 600 ha, qui attirent une avifaune à la fois abondante et variée qu'elle soit nicheuse, hivernante ou migratrice. Elles constituent notamment des zones de repos pour le Flamant rose et des espèces rares comme la Sterne naine, le Gravelot à collier interrompu et la Talève sultane.

#### Zones naturelles d'intérêt écologique, faunistique et floristique
L’inventaire des zones naturelles d'intérêt écologique, faunistique et floristique (ZNIEFF) a pour objectif de réaliser une couverture des zones les plus intéressantes sur le plan écologique, essentiellement dans la perspective d’améliorer la connaissance du patrimoine naturel national et de fournir aux différents décideurs un outil d’aide à la prise en compte de l’environnement dans l’aménagement du territoire.
Huit ZNIEFF de type 1 sont recensées sur la commune :
- l'« Aéroport de Montpellier-Fréjorgues » (161 ha), couvrant 2 communes du département[27] ;
- l'« étang de l'Or » (3 378 ha), couvrant 6 communes dont une dans le Gard et cinq dans l'Hérault[28] ;
- le « Lido du Grand et du Petit Travers » (173 ha), couvrant 2 communes du département[29] ;
- le « marais de Cros Martin et de Fanguière » (205 ha), couvrant 2 communes du département[30] ;
- le « marais de la Castillone » (62 ha)[31] ;
- le « marais Despous » (176 ha)[32] ;
- le « marais du Petit Travers » (107 ha), couvrant 2 communes du département[33] ;
- la « Pointe du Salaison et baie de la Capoulière » (85 ha)[34] ;

et une ZNIEFF de type 2, : 
le « complexe paludo-laguno-dunaire des étangs montpelliérains » (14 344 ha), couvrant 14 communes dont une dans le Gard et 13 dans l'Hérault.

Carte des ZNIEFF de type 1 et 2 à Mauguio.
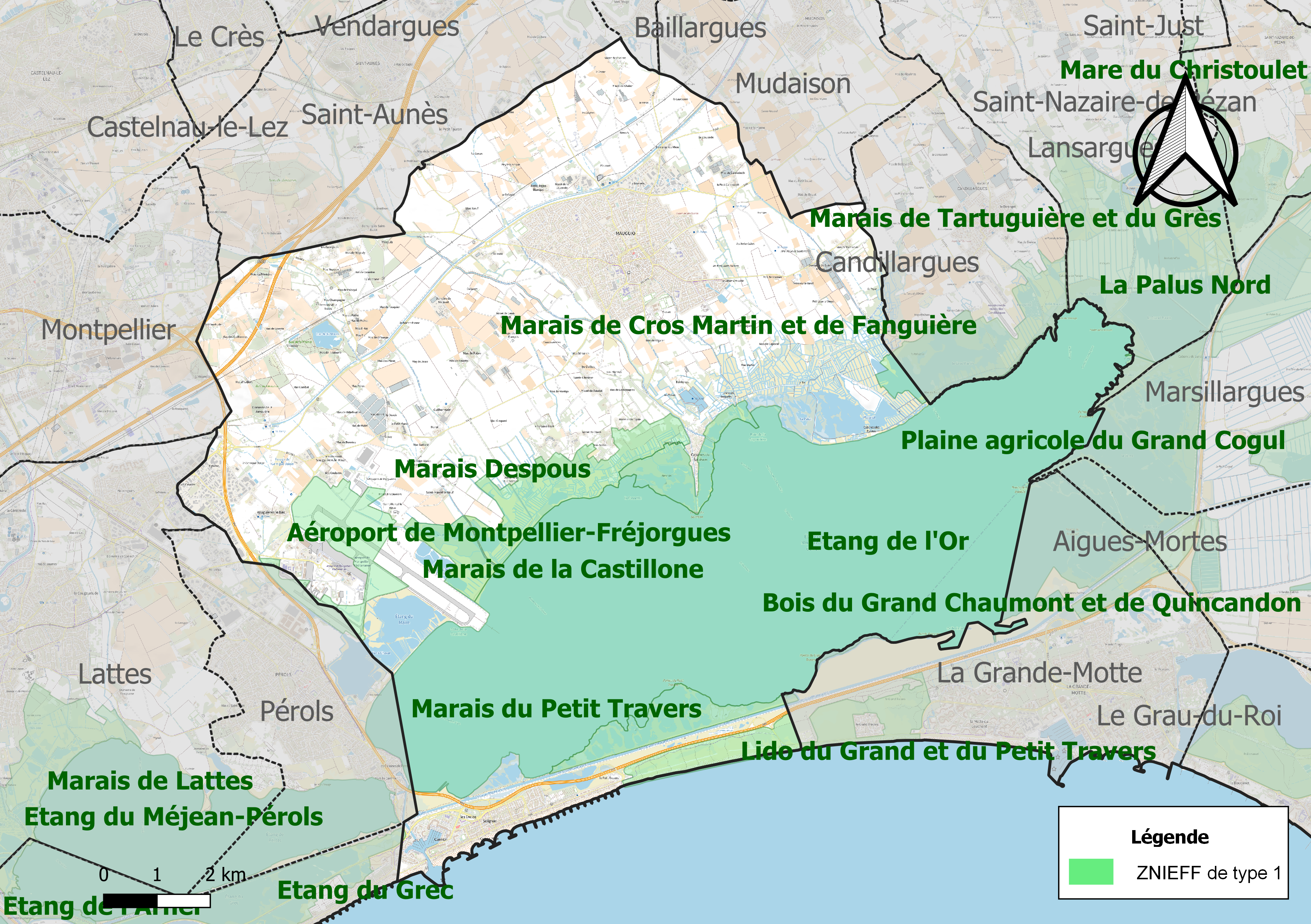
Carte des ZNIEFF de type 1 sur la commune.
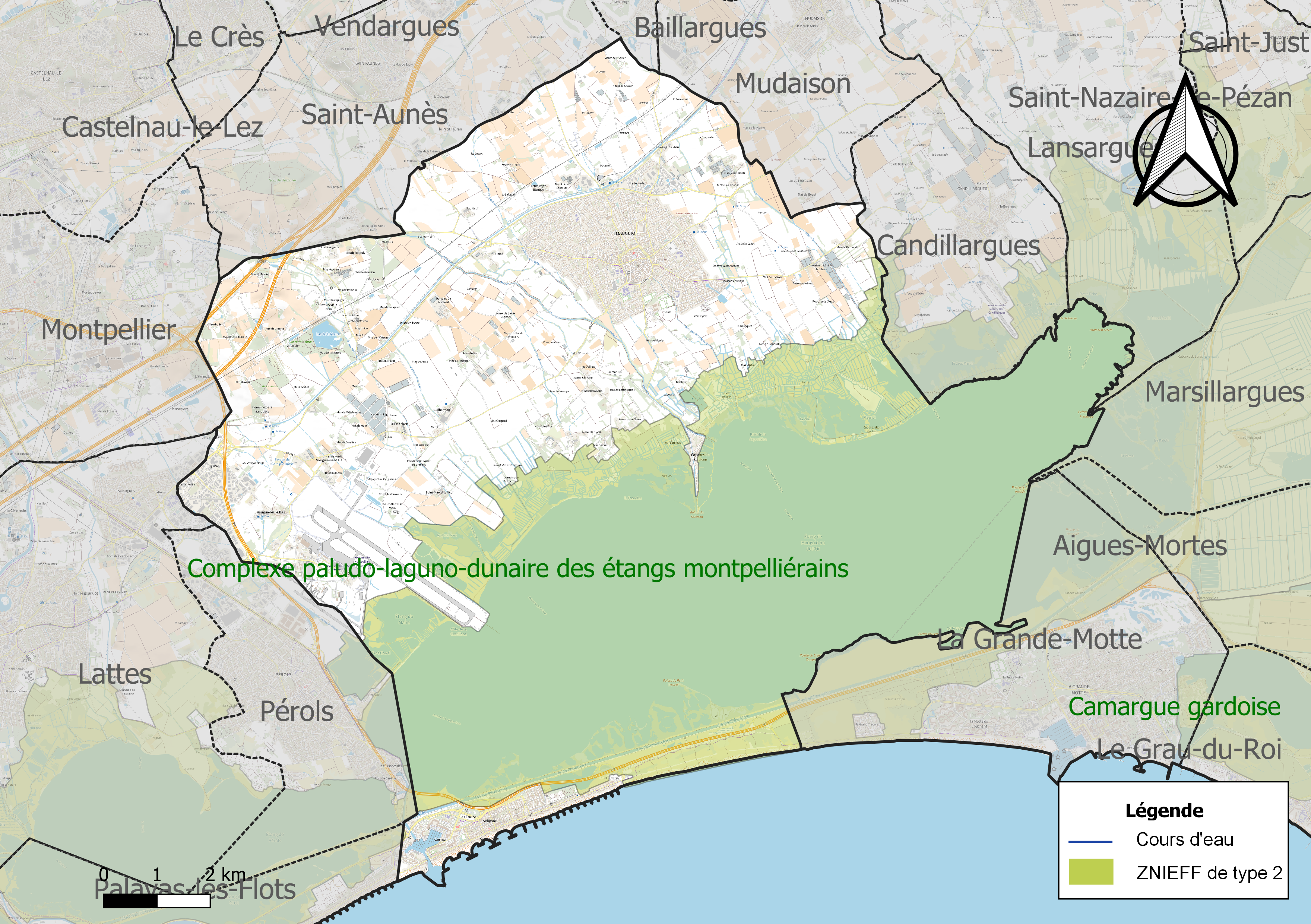
Carte de la ZNIEFF de type 2 sur la commune.

## Urbanisme

### Typologie
Au 1er janvier 2024, Mauguio est catégorisée centre urbain intermédiaire, selon la nouvelle grille communale de densité à sept niveaux définie par l'Insee en 2022.
Elle appartient à l'unité urbaine de Mauguio, une unité urbaine monocommunale constituant une ville isolée,. Par ailleurs la commune fait partie de l'aire d'attraction de Montpellier, dont elle est une commune de la couronne,. Cette aire, qui regroupe 161 communes, est catégorisée dans les aires de 700 000 habitants ou plus (hors Paris),.
La commune, bordée par la mer Méditerranée, est également une commune littorale au sens de la loi du 3 janvier 1986, dite loi littoral. Des dispositions spécifiques d’urbanisme s’y appliquent dès lors afin de préserver les espaces naturels, les sites, les paysages et l’équilibre écologique du littoral, tel le principe d'inconstructibilité, en dehors des espaces urbanisés, sur la bande littorale des 100 mètres, ou plus si le plan local d’urbanisme le prévoit.

### Occupation des sols
L'occupation des sols de la commune, telle qu'elle ressort de la base de données européenne d’occupation biophysique des sols Corine Land Cover (CLC), est marquée par l'importance des territoires agricoles (40,5 % en 2018), en diminution par rapport à 1990 (43 %). La répartition détaillée en 2018 est la suivante : 
eaux maritimes (34,4 %), zones agricoles hétérogènes (31,3 %), zones humides côtières (10,9 %), zones industrielles ou commerciales et réseaux de communication (5,8 %), terres arables (5,8 %), zones urbanisées (5,6 %), cultures permanentes (3,4 %), milieux à végétation arbustive et/ou herbacée (1,3 %), espaces ouverts, sans ou avec peu de végétation (0,9 %), forêts (0,5 %). L'évolution de l’occupation des sols de la commune et de ses infrastructures peut être observée sur les différentes représentations cartographiques du territoire : la carte de Cassini (XVIIIe siècle), la carte d'état-major (1820-1866) et les cartes ou photos aériennes de l'IGN pour la période actuelle (1950 à aujourd'hui).

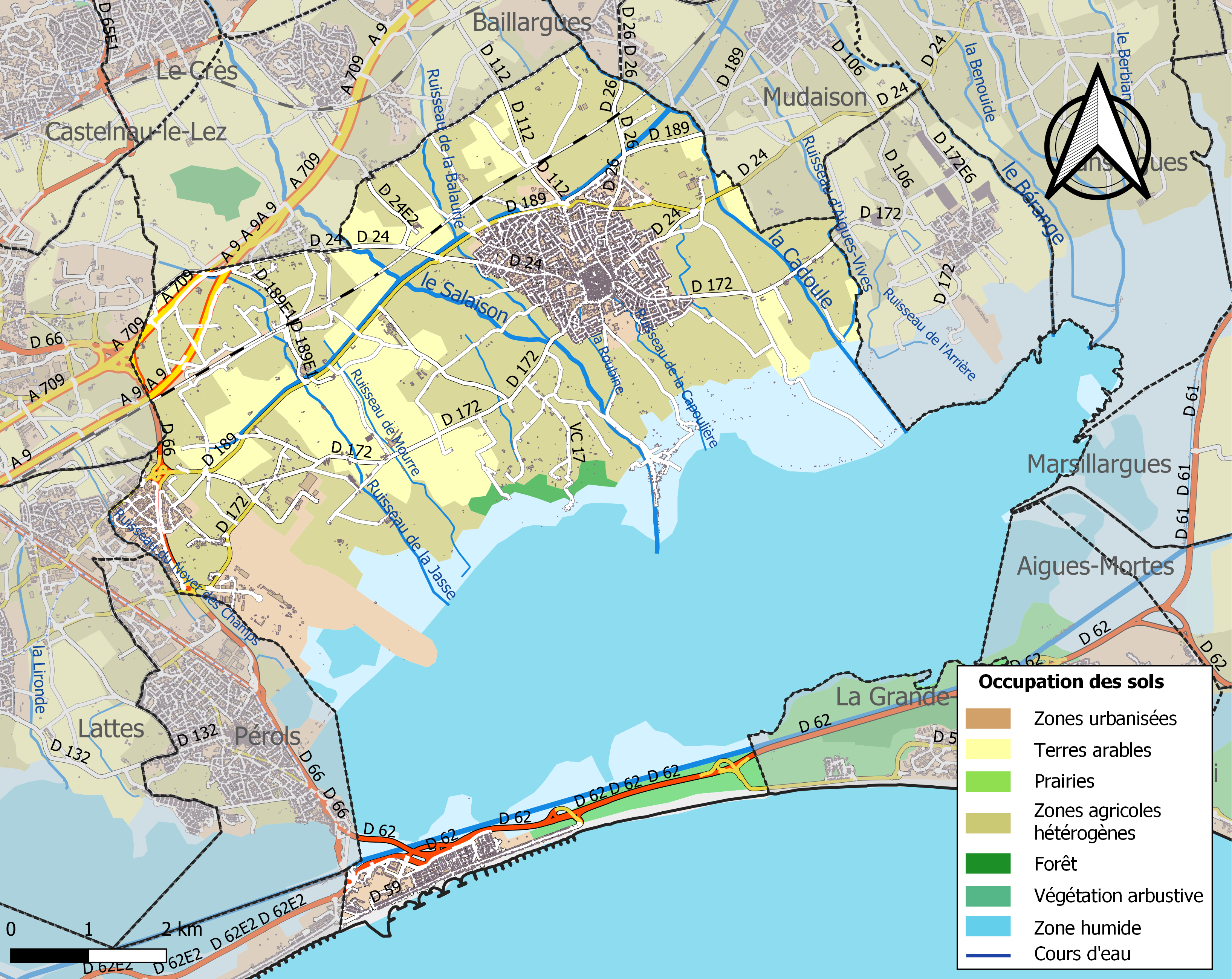
Carte des infrastructures et de l'occupation des sols de la commune en 2018 (CLC).

### Risques majeurs
Le territoire de la commune de Mauguio est vulnérable à différents aléas naturels : météorologiques (tempête, orage, neige, grand froid, canicule ou sécheresse), inondations et séisme (sismicité très faible). Il est également exposé à un risque technologique,  le transport de matières dangereuses. Un site publié par le BRGM permet d'évaluer simplement et rapidement les risques d'un bien localisé soit par son adresse soit par le numéro de sa parcelle.

#### Risques naturels
La commune fait partie du territoire à risques importants d'inondation (TRI) de Montpellier-Lunel-Maugio-Palavas, regroupant 49 communes du bassin de vie de Montpellier et s'étendant sur les départements de  l'Hérault et du Gard, un des 31 TRI qui ont été arrêtés fin 2012 sur le bassin Rhône-Méditerranée, retenu au regard des risques de submersions marines et de débordements du Vistre, du Vidourle, du Lez et de la Mosson. Parmi les événements significatifs antérieurs à 2019 qui ont touché le territoire, peuvent être citées les crues de septembre 2002 et de septembre 2003 (Vidourle) et les tempêtes de novembre 1982 et décembre 1997 qui ont touché le littoral. Des cartes des surfaces inondables ont été établies pour trois scénarios : fréquent (crue de temps de retour de 10 ans à 30 ans), moyen (temps de retour de 100 ans à 300 ans) et extrême (temps de retour de l'ordre de 1 000 ans, qui met en défaut tout système de protection). La commune a été reconnue en état de catastrophe naturelle au titre des dommages causés par les inondations et coulées de boue survenues en 1982, 1994, 1997, 2002, 2003, 2007, 2008, 2009, 2014, 2015 et 2021,.
Mauguio est exposée au risque de feu de forêt du fait de la présence sur son territoire. Un plan départemental de protection des forêts contre les incendies (PDPFCI) a été approuvé en juin 2013 et court jusqu'en 2022, où il doit être renouvelé. Les mesures individuelles de prévention contre les incendies sont précisées par deux arrêtés préfectoraux et s’appliquent dans les zones exposées aux incendies de forêt et à moins de 200 mètres de celles-ci. L’arrêté du 25 avril 2002 réglemente l'emploi du feu en interdisant notamment d’apporter du feu, de fumer et de jeter des mégots de cigarette dans les espaces sensibles et sur les voies qui les traversent sous peine de sanctions. L'arrêté du 11 mars 2013 rend le débroussaillement obligatoire, incombant au propriétaire ou ayant droit,.

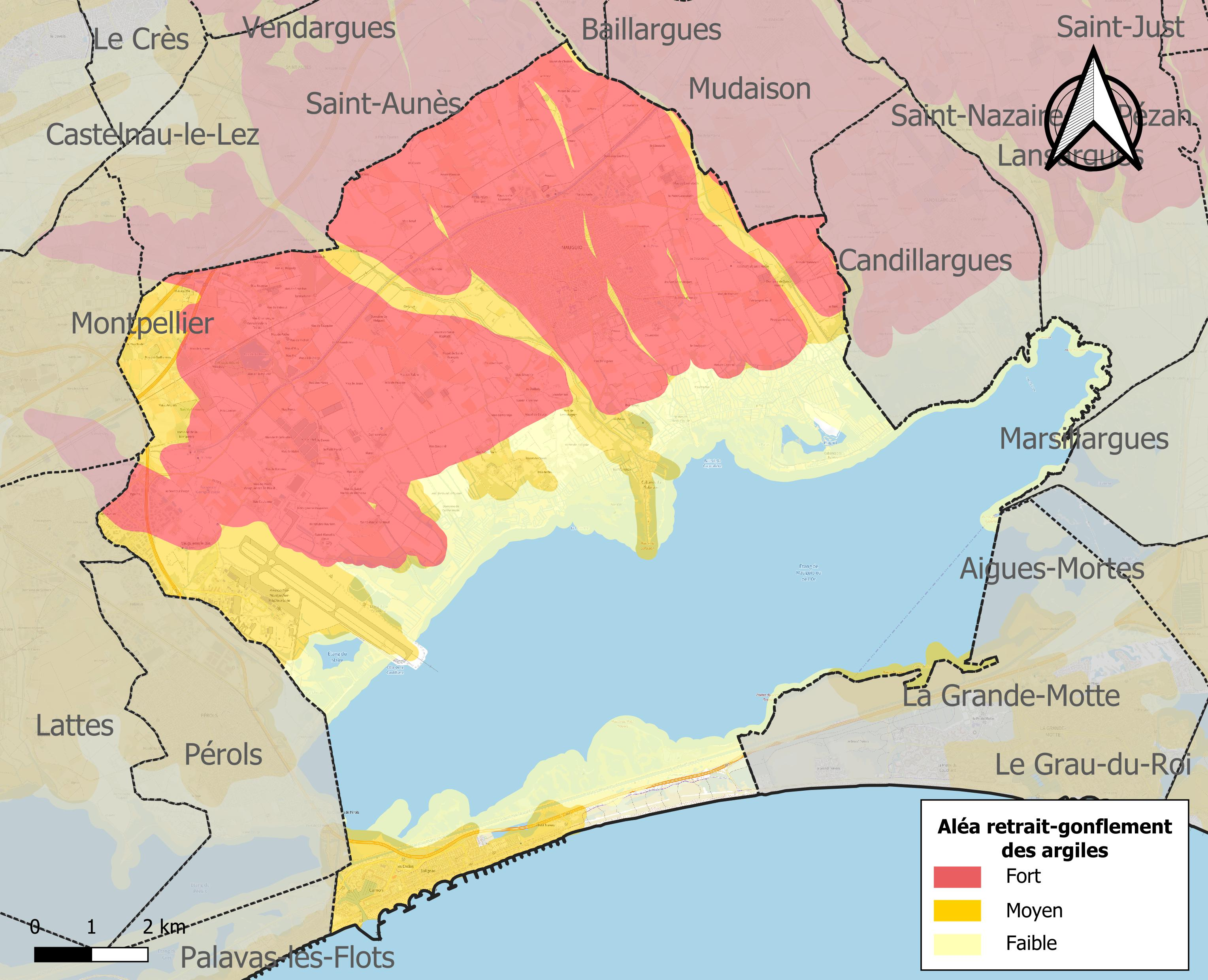
Carte des zones d'aléa retrait-gonflement des sols argileux de Mauguio.

Le retrait-gonflement des sols argileux est susceptible d'engendrer des dommages importants aux bâtiments en cas d’alternance de périodes de sécheresse et de pluie. 53 % de la superficie communale est en aléa moyen ou fort (59,3 % au niveau départemental et 48,5 % au niveau national). Sur les 5 395 bâtiments dénombrés sur la commune en 2019, 5 307 sont en aléa moyen ou fort, soit 98 %, à comparer aux 85 % au niveau départemental et 54 % au niveau national. Une cartographie de l'exposition du territoire national au retrait gonflement des sols argileux est disponible sur le site du BRGM,.
Par ailleurs, afin de mieux appréhender le risque d’affaissement de terrain, l'inventaire national des cavités souterraines permet de localiser celles situées sur la commune.

#### Risques technologiques
Le risque de transport de matières dangereuses sur la commune est lié à sa traversée par des infrastructures routières ou ferroviaires importantes ou la présence d'une canalisation de transport d'hydrocarbures. Un accident se produisant sur de telles infrastructures est susceptible d’avoir des effets graves sur les biens, les personnes ou l'environnement, selon la nature du matériau transporté. Des dispositions d’urbanisme peuvent être préconisées en conséquence.

## Toponymie

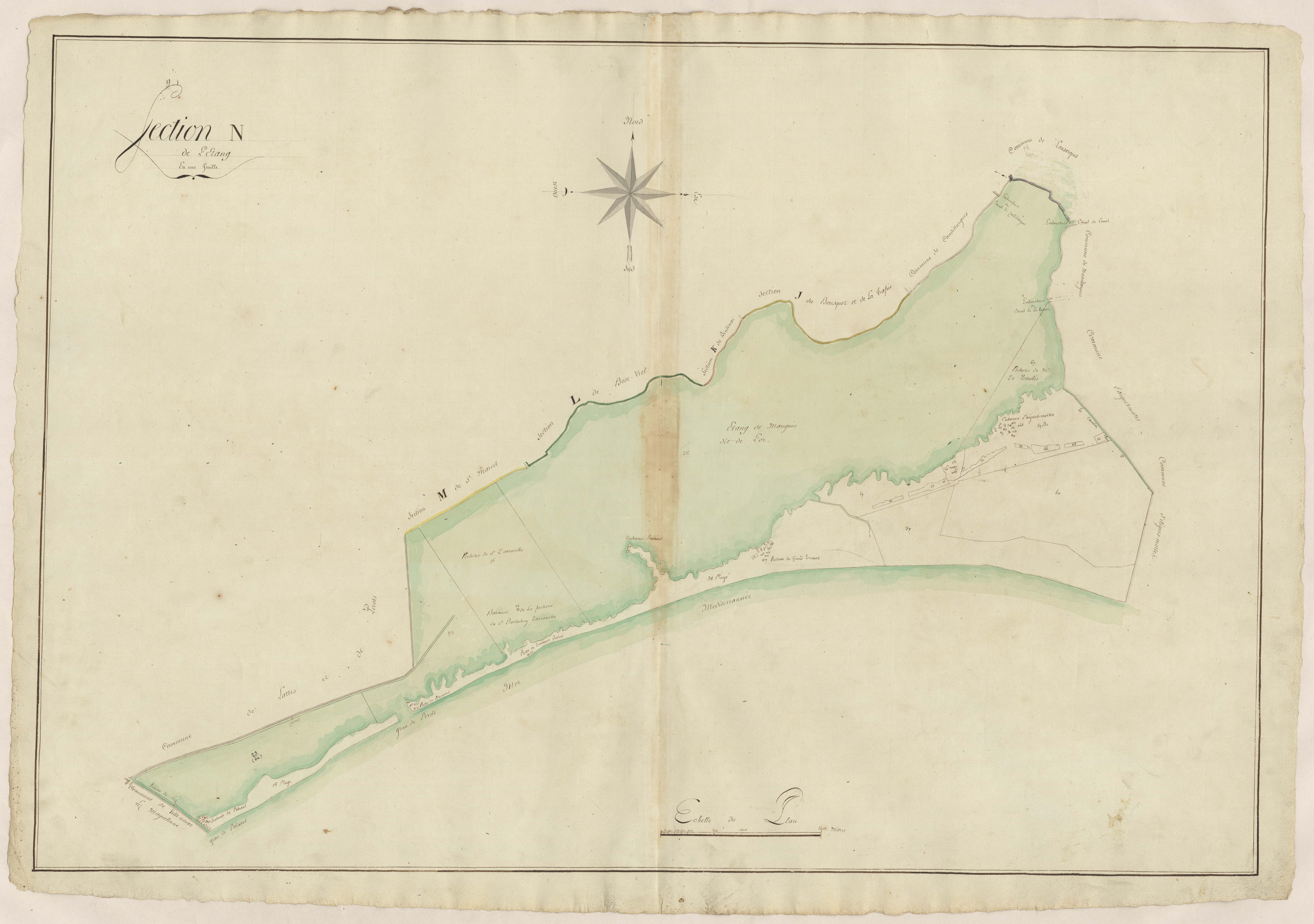
Cadastre napoléonien : section N de l’Étang (1818).

Les attestations anciennes de l'actuelle ville de Mauguio, y compris des adjectifs qui lui sont associés, sont les suivantes :
- Melgorium / Melgorio en 996 (cartulaire de Gellone 27, p. 56) ;
- Melgurium vers 1060 (cartulaire Agathensis 224) ;
- Melgurio en 1128 (manuscrits d'Aubaïs; H. L. II, pr. c. 447) ;
- Malgouerium en 1170 dans sa forme latine (Histoire générale de Languedoc III preuve colonne 109) ;
- Malguoires en 1200 (domaine de Montpellier Histoire générale de Languedoc ibid. 189) ;
- Melgoyres  en 1336 (cartulaire de Maguelone. V, p. 690) ;
- Melguer en 1554 (Guillaume Pélissier, notaire à Mauguio A.D.H. 2E95-316)[48] ;
- Melgueil en 1557 (archives de l'Hérault, sénéchaussée de Montpellier B13).

Il a donné son nom à la monnaie des comtes de Melgueil : le sol (sou) melgoire (1182), le sol melgorien, le Malgoires vers 1200 (cité dans la chanson de la croisade des Albigeois).
La forme actuelle Mauguio ne date que du XVIIe siècle (1625, Dictionnaire topographique du département de l'Hérault).
Les premières traces de la forme « Mauguio » peuvent être retrouvées dans les registres de baptêmes protestants de la ville de Montpellier vers 1560. Les notaires de Mauguio passèrent du toponyme Melgueil à celui de Mauguio, de manière systématique, dès le 2e quart du XVIe siècle.
À la fin du XXe siècle, les municipalités successives, notamment sur le site web de la mairie, utilisent habituellement l'expression « Mauguio-Carnon » pour rappeler l'importance, en nombre d'habitants fixes, de la station balnéaire de Carnon, située sur le cordon littoral.

## Histoire

### Moyen Âge

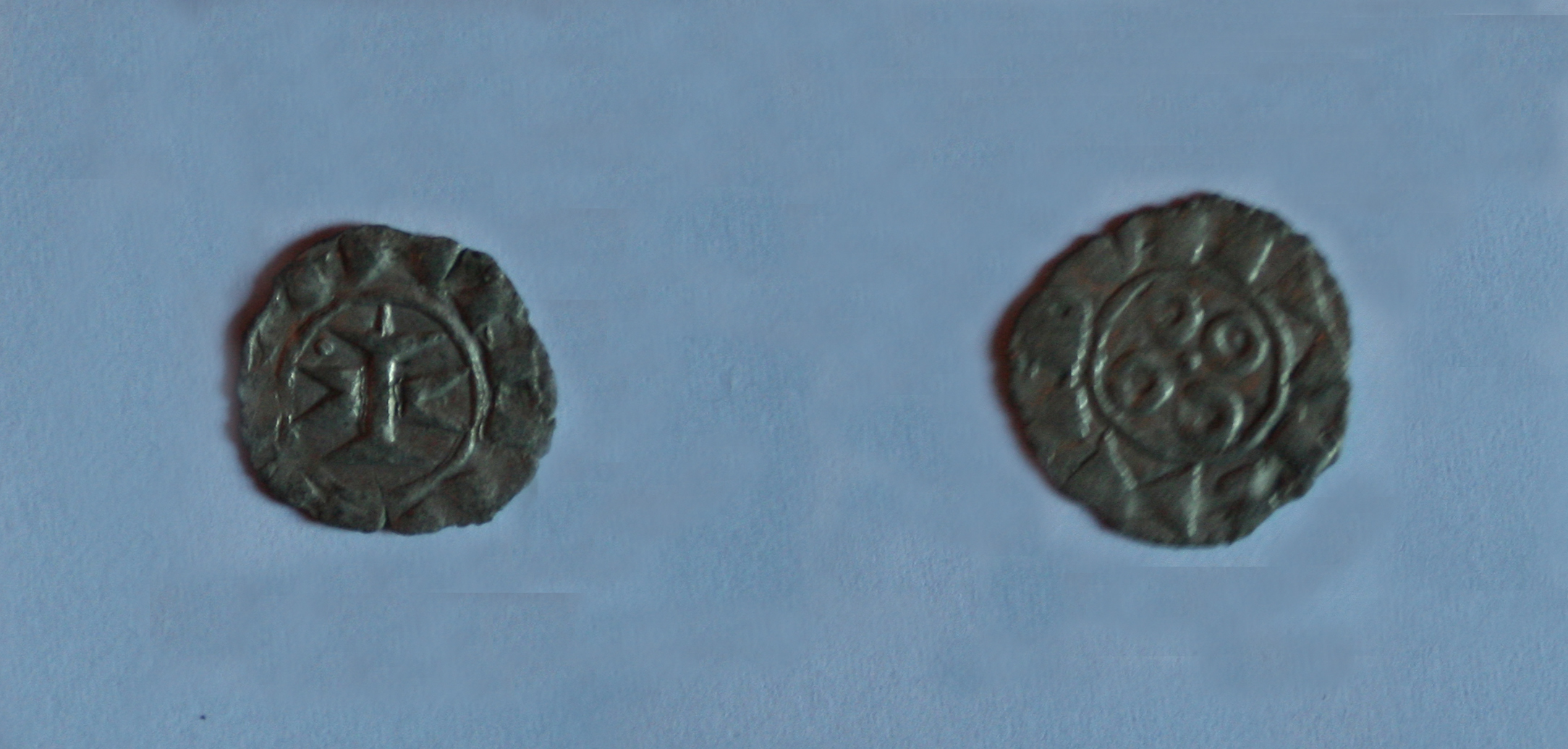
Sol melgorien.

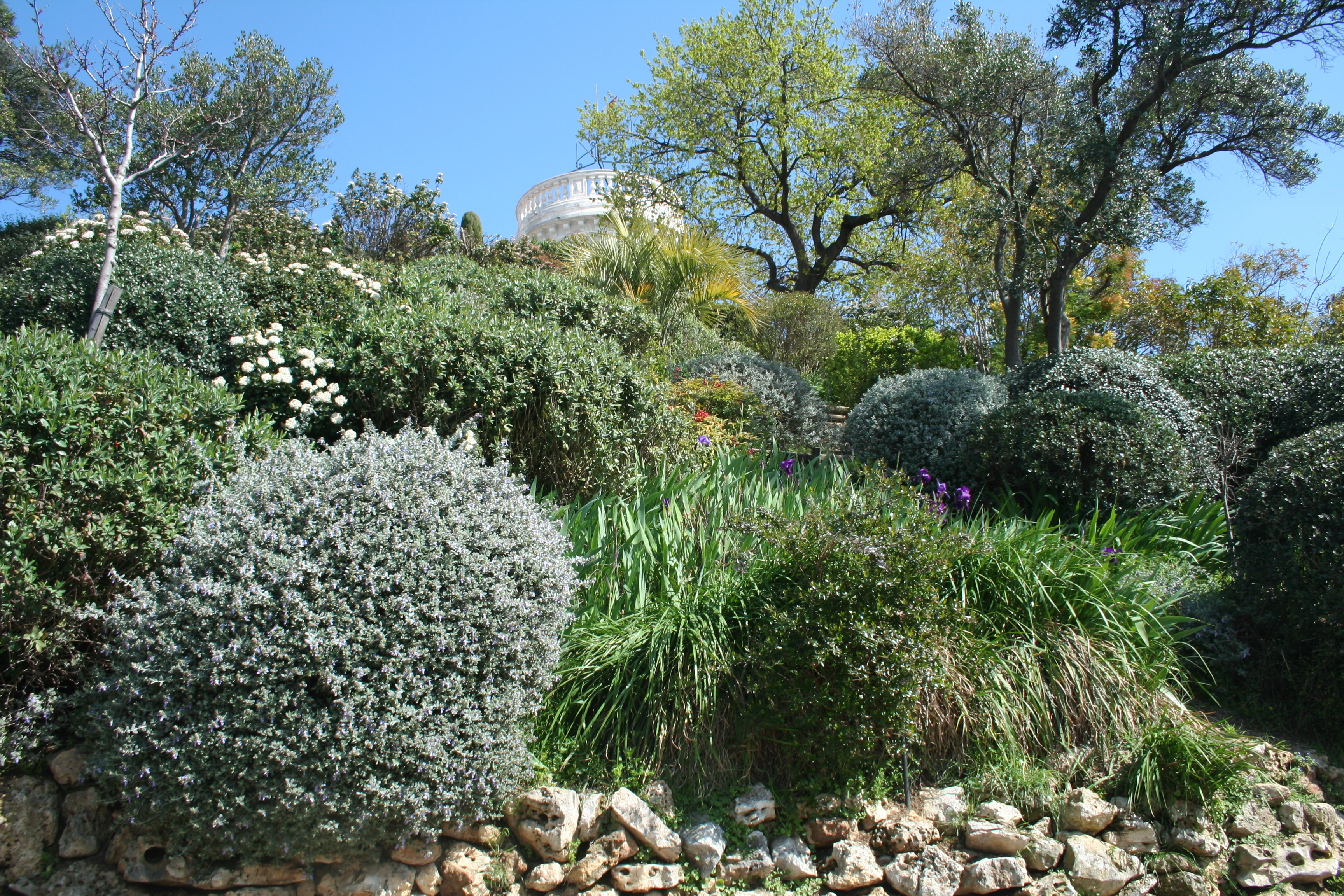
La motte.

Dans les années 2010, des fouilles archéologiques, notamment sur le site de Lallemand, à 2 km au nord de Mauguio, ont permis de mieux connaître la vie des paysans du haut Moyen Âge sur ce site (environ du VIe au IXe siècle de notre ère) ; a notamment été mise au jour une grande zone d'ensilage, comptant environ 550 silos permettant le stockage de céréales, notamment. Les terres agricoles servaient à la culture, l'élevage ou l'ensilage ; parmi le réseau de celles-ci, des espaces accueillent des sépultures. Les habitations du haut Moyen Âge étaient groupées en hameaux. Le déclin du hameau situé près du site de Lallemand coïncide avec le développement du bourg de Mauguio, au Xe siècle.
La ville de Melgueil a eu, pendant plusieurs siècles, une importance politique et économique non négligeable, possédant une monnaie qui avait cours dans tout le Languedoc : le denier melgorien.
Mauguio, qui s'est d'abord appelé Melgueil, était au Moyen Âge le chef-lieu d'une puissante famille de comtes et était bâti sur une motte castrale (encore visible dans le centre-ville de nos jours). Les comtes de Melgueil débuteraient avec un homme germanique Malgeriu, ils étaient suzerains du territoire de la région de Montpellier, dont le chef-lieu était à l'origine Maguelone. Ils se fondirent dans les familles des comte de Provence par le mariage de Beatrix, comtesse de Melgueil, avec Berenguer Raymond Ier.
L'un des plus éminents membres de cette famille est Pons de Melgueil, septième abbé de Cluny, successeur de saint Hugues de Semur. Son abbatiat (1109-1126) marque l'apogée de la puissance de Cluny. Il construit les parties hautes de l'abbatiale Cluny III, développe une intense activité diplomatique auprès des papes Pascal II, Gélase II (mort à Cluny) et Calixte II (élu à Cluny et bourguignon). Il jouera notamment un rôle important dans la conclusion du Concordat de Worms, de l'instauration du pèlerinage de Compostelle.
De ce passé médiéval, il ne reste que la motte castrale, la plus grande du Sud de la France conservée en l'état, inscrite au titre des monuments historiques, et la maison de la Galinière du XIVe siècle. Le château féodal et les remparts furent détruits après 1622, durant les guerres de religion. Les comtes évêques de Montpellier reconstruisirent un nouveau château style Renaissance sur les ruines. Le nom de Melgueil passa progressivement à Mauguio au début du XVIIe siècle.

### Révolution française
Entre 1790 et 1794, la commune absorbe les communes voisines de Saint-Marcel et de Leyrargues. Au cours de la Révolution française, la commune porte provisoirement le nom de Mont-Salaison et les citoyens de la commune se réunissent au sein de la société révolutionnaire, baptisée « société des amis de la constitution » en l’an II.

### Époque contemporaine
En 1849, le tènement de Colombier est cédé à la commune de Baillargues, il correspond au territoire de Baillargues au sud de la nationale 113.
En 1850, la commune de Palavas-les-Flots est créée à partir de portions des territoires communaux de Mauguio, de Lattes, de Pérols et de Villeneuve-lès-Maguelone.
En 1873, la commune cède l'autonomie à la portion nord de son territoire communal qui devient la commune de Saint-Aunès, ce qui représente, selon le recensement de 1876, une perte de population de 363 habitants.
En 1974, Mauguio cède l'autonomie communale à la portion sud-est de son territoire pour la création de la commune de La Grande-Motte, soit, selon le recensement de 1976, une perte de population de 2 165 habitants.
Au début des années 2000, la commune est intégrée à la communauté d'agglomération Montpellier Agglomération. Cependant, en désaccord avec cette adhésion, l'ancien premier adjoint, Yvon Pradeille, se présente et remporte les élections municipales de 2001 face au maire socialiste Michel Bacala. Le nouveau conseil municipal se prononce pour la sortie de la communauté d'agglomération, confirmée par le préfet et appliquée au 1er janvier 2004 par application d'un amendement du sénateur de Lozère Jacques Blanc voté par le Parlement et permettant aux communes réfractaires de quitter une communauté d'agglomération si elles en rejoignent une autre, en l'occurrence la communauté de communes du Pays de l'Or.

## Héraldique
| Armes | Les armes de Mauguio se blasonnent ainsi : De gueules à la croix d'or cantonnée de douze besants du même. |

## Politique et administration

### Tendances politiques et résultats
Mauguio est une ville historiquement ancrée à droite et plus récemment présente un fort vote pour le Front national,.
| Parti Politique            | Présidentielle 2007 | Présidentielle 2012 | Législative 2007  | Législative 2012  |
| -------------------------- | ------------------- | ------------------- | ----------------- | ----------------- |
| Union Mouvement Populaire  | 36,14 % - 60,55 %   | 29,37 % - 55,87 %   | 46,95 % - 59,43 % | 28,96 % - 52,79 % |
| Parti Socialiste           | 22,49 % - 39,45 %   | 23,43 % - 44,13 %   | 24,40 % - 40,57 % | 32,20 % - 47,21 % |
| Front national             | 13,11 %             | 24,16 %             | 7,01 %            | 20,90 %           |
| Mouvement Démocrate        | 16,01 %             | 10,80 %             | 6,57 %            | aucun             |
| PCF (puis Front de Gauche) | 1,58 %              | 10,80 %             | 2,36 %            | 5,99 %            |
| Europe Écologie Les Verts  | 1,61 %              | 2,38 %              | 3,94 %            | 3,09 %            |

### Liste des maires
| Période      | Période  | Identité      | Étiquette | Qualité                                      |
| ------------ | -------- | ------------- | --------- | -------------------------------------------- |
| octobre 2006 | En cours | Yvon Bourrel, | DVG       | Enseignant, puis retraité de l'enseignement, |

### Intercommunalité
La commune est chef-lieu du canton de Mauguio. Elle est membre du SIVOM et de la communauté d'agglomération du Pays de l'Or. Au 1er janvier 2012, cette dernière devint Communauté d'Agglomération du pays de l'Or.

### Jumelages
| Ville | Ville            | Pays | Pays     | Période                   |
| ----- | ---------------- | ---- | -------- | ------------------------- |
|       | Boves            |      | Italie   | depuis le 25 avril 2009   |
|       | Djebock (en),    |      | Mali     | depuis 1989               |
|       | Lorca,           |      | Espagne  | depuis le 26 février 1999 |
|       | Midoun           |      | Tunisie  | depuis le 8 avril 2005    |
|       | Păușești-Măglași |      | Roumanie |                           |

## Démographie
L'évolution du nombre d'habitants est connue à travers les recensements de la population effectués dans la commune depuis 1793. Pour les communes de plus de 10 000 habitants les recensements ont lieu chaque année à la suite d'une enquête par sondage auprès d'un échantillon d'adresses représentant 8 % de leurs logements, contrairement aux autres communes qui ont un recensement réel tous les cinq ans,.

En 2022, la commune comptait 16 417 habitants, en évolution de −3,84 % par rapport à 2016 (Hérault : +7,49 %, France hors Mayotte : +2,11 %).
| 1793  | 1800  | 1806  | 1821  | 1831  | 1836  | 1841  | 1846  | 1851  |
| ----- | ----- | ----- | ----- | ----- | ----- | ----- | ----- | ----- |
| 1 566 | 1 435 | 1 558 | 1 719 | 1 701 | 1 993 | 2 131 | 2 430 | 2 074 |

| 1856  | 1861  | 1866  | 1872  | 1876  | 1881  | 1886  | 1891  | 1896  |
| ----- | ----- | ----- | ----- | ----- | ----- | ----- | ----- | ----- |
| 2 305 | 2 550 | 2 663 | 2 578 | 2 212 | 1 942 | 2 159 | 2 513 | 2 667 |

| 1901  | 1906  | 1911  | 1921  | 1926  | 1931  | 1936  | 1946  | 1954  |
| ----- | ----- | ----- | ----- | ----- | ----- | ----- | ----- | ----- |
| 2 910 | 2 831 | 2 849 | 3 212 | 3 382 | 3 791 | 3 706 | 3 372 | 3 504 |

| 1962  | 1968  | 1975  | 1982  | 1990   | 1999   | 2006   | 2011   | 2016   |
| ----- | ----- | ----- | ----- | ------ | ------ | ------ | ------ | ------ |
| 3 776 | 4 350 | 5 595 | 9 791 | 11 487 | 14 847 | 15 514 | 16 660 | 17 073 |

| 2021   | 2022   | - | - | - | - | - | - | - |
| ------ | ------ | - | - | - | - | - | - | - |
| 16 596 | 16 417 | - | - | - | - | - | - | - |

| selon la population municipale des années : | 1968 | 1975 | 1982 | 1990 | 1999 | 2006 | 2009 | 2013 |
| Rang de la commune dans le département      | 14   | 11   | 7    | 7    | 7    | 8    | 7    | 8    |
| Nombre de communes du département           | 343  | 340  | 343  | 343  | 343  | 343  | 343  | 343  |

Mauguio a la particularité d'abriter l'une des plus grandes communautés espagnoles de France.
Mauguio abrite 7,58 % d'étrangers n'ayant pas encore obtenu la nationalité française sur son territoire, toutes nationalités confondues.
La station balnéaire de Carnon abrite environ 3 000 habitants permanents.

### Sécurité
La commune est classée depuis 2012 en zone de sécurité prioritaire, avec renforcement des effectifs de la gendarmerie nationale. En effet, la commune « souffre plus
que d’autres d’une insécurité quotidienne et d’une délinquance enracinée » et « connaît depuis quelques années une dégradation importante de ses conditions de sécurité », ce qui a été identifié comme tel par le Ministère de l'Intérieur du Gouvernement Jean-Marc Ayrault, permettant ainsi à ce territoire de bénéficier de gendarmes supplémentaires.

## Enseignement
La commune de Mauguio-Carnon abrite différents services scolaires :
- 5 écoles maternelles publiques ;
- 5 écoles élémentaires publiques ;
- 3 écoles primaires (maternelle + élémentaire) publiques ;
- 1 école privée sous contrat ;
- 1 collège, Le collège de l'étang de l'Or ;
- L'ESMA, l'école des métiers de l'aéronautique.

## Transports
La section de Mauguio est desservie par :
- la ligne 607 du réseau Hérault Transport sur plus de 13 arrêts. Elle relie Lattes et le tramway d'un côté, et Lunel / Marsillargues de l'autre[80] ;
- la ligne 2 du réseau Transp'Or depuis le 1er juillet 2016, qui relie la commune à Montpellier (centre commercial Odysseum) et à la ligne 1 du tramway de Montpellier.

La section de Carnon est desservie par :
- la ligne 606 du réseau Hérault Transport. Elle relie la Place de France dans le quartier d'Odysseum de Montpellier et La Grande-Motte ainsi que Le Grau-du-Roi[81] ;
- la ligne 1 du réseau Transp'Or depuis le 2 novembre 2015, qui relie la commune à Palavas-les-Flots d'un côté, et Pérols et la ligne 3 du tramway de Montpellier de l'autre.

## Économie

### Revenus
En 2018, la commune compte 8 709 ménages fiscaux, regroupant 18 161 personnes. La médiane du revenu disponible par unité de consommation est de 23 400 € (20 330 € dans le département). 55 % des ménages fiscaux sont imposés (45,8 % dans le département).

### Emploi
|                | 2008   | 2013   | 2018  |
| -------------- | ------ | ------ | ----- |
| Commune        | 8,8 %  | 9,4 %  | 9,6 % |
| Département    | 10,1 % | 11,9 % | 12 %  |
| France entière | 8,3 %  | 10 %   | 10 %  |

En 2018, la population âgée de 15 à 64 ans s'élève à 9 793 personnes, parmi lesquelles on compte 75,8 % d'actifs (66,2 % ayant un emploi et 9,6 % de chômeurs) et 24,2 % d'inactifs,. En  2018, le taux de chômage communal (au sens du recensement) des 15-64 ans est inférieur à celui de la France et du département, alors qu'en 2008 il était supérieur à celui de la France.
La commune fait partie de la couronne de l'aire d'attraction de Montpellier, du fait qu'au moins 15 % des actifs travaillent dans le pôle,. Elle compte 7 789 emplois en 2018, contre 8 071 en 2013 et 7 185 en 2008. Le nombre d'actifs ayant un emploi résidant dans la commune est de 6 597, soit un indicateur de concentration d'emploi de 118,1 % et un taux d'activité parmi les 15 ans ou plus de 53,5 %.
Sur ces 6 597 actifs de 15 ans ou plus ayant un emploi, 1 977 travaillent dans la commune, soit 30 % des habitants. Pour se rendre au travail, 83,5 % des habitants utilisent un véhicule personnel ou de fonction à quatre roues, 4,4 % les transports en commun, 7,9 % s'y rendent en deux-roues, à vélo ou à pied et 4,2 % n'ont pas besoin de transport (travail au domicile).

### Activités hors agriculture

#### Secteurs d'activités
2 907 établissements sont implantés  à Mauguio au 31 décembre 2019. Le tableau ci-dessous en détaille le nombre par secteur d'activité et compare les ratios avec ceux du département,.
| Secteur d'activité                                                                                        | Commune | Commune | Département |
| Secteur d'activité                                                                                        | Nombre  | %       | %           |
| --- | ------- | ------- | ----------- |
| Ensemble                                                                                                  | 2 907   | 100 %   | (100 %)     |
| Industrie manufacturière, industries extractives et autres                                                | 147     | 5,1 %   | (6,7 %)     |
| Construction                                                                                              | 401     | 13,8 %  | (14,1 %)    |
| Commerce de gros et de détail, transports, hébergement et restauration                                    | 878     | 30,2 %  | (28 %)      |
| Information et communication                                                                              | 87      | 3 %     | (3,3 %)     |
| Activités financières et d'assurance                                                                      | 110     | 3,8 %   | (3,2 %)     |
| Activités immobilières                                                                                    | 148     | 5,1 %   | (5,3 %)     |
| Activités spécialisées, scientifiques et techniques et activités de services administratifs et de soutien | 559     | 19,2 %  | (17,1 %)    |
| Administration publique, enseignement, santé humaine et action sociale                                    | 374     | 12,9 %  | (14,2 %)    |
| Autres activités de services                                                                              | 203     | 7 %     | (8,1 %)     |

Le secteur du commerce de gros et de détail, des transports, de l'hébergement et de la restauration est prépondérant sur la commune puisqu'il représente 30,2 % du nombre total d'établissements de la commune (878 sur les 2907 entreprises implantées  à Mauguio), contre 28 % au niveau départemental.

#### Entreprises et commerces
Les cinq entreprises ayant leur siège social sur le territoire communal qui génèrent le plus de chiffre d'affaires en 2020 sont : 
- Medtech, fabrication de matériel médico-chirurgical et dentaire (53 670 k€)
- Elico, hypermarchés (30 116 k€)
- Exaprint Factory, autre imprimerie (labeur) (23 243 k€)
- Montpellier Espace Loisirs, entretien et réparation de véhicules automobiles légers (19 154 k€)
- Aéroport de Montpellier Méditerranée, services auxiliaires des transports aériens (18 649 k€)

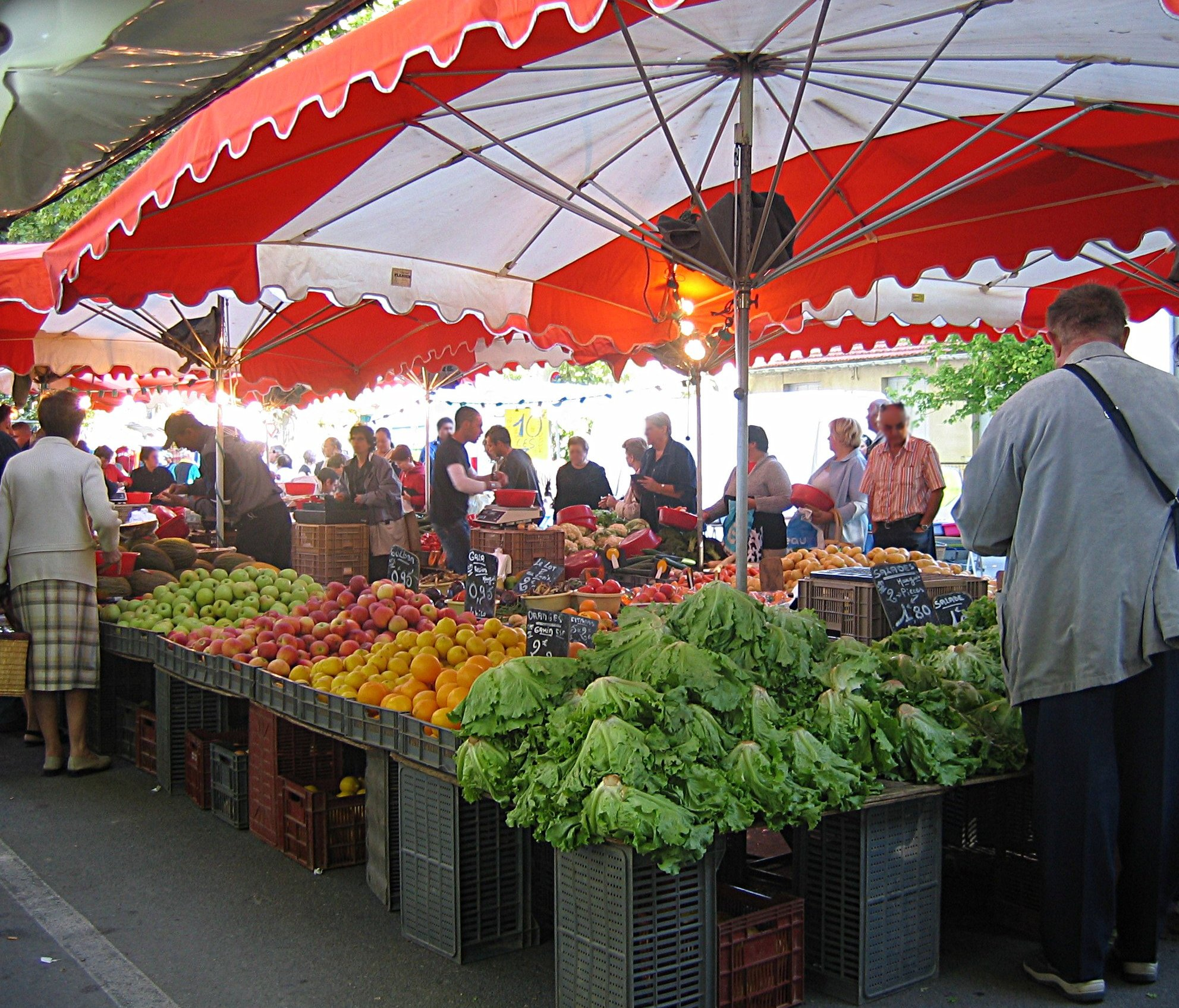
Le marché de Mauguio.

Mauguio tire ses revenus de trois activités principales :
- L'arboriculture irriguée développée à partir des années 1960 pour diversifier l'économie du Languedoc. L'eau est amenée par le canal du Bas-Rhône-Languedoc creusé en 1953. Le grand gel de 1956 a facilité la mutation du milieu agricole très majoritairement viticole du fait de l'arrachage des pieds de vigne ayant gelé. La culture est devenue plus équilibrée avec de vastes vergers. Une coopérative fruitière se trouve dans la commune voisine de Mudaison.
- Le tourisme balnéaire estival avec Carnon, son port de plaisance et ses plages. La station a été développée indépendamment de la Mission Racine à la même époque que l'irrigation.
- L'aéroport international Montpellier-Méditerranée et ses zones d'activités. Les habitants du lieu-dit de Vauguières ont réussi à limiter l'extension de ces zones vers l'est mais la Chambre de commerce et d'industrie a de nouveaux projets. Cependant, la compagnie aérienne Air Littoral dont l'aéroport était la principale base d'opération fait faillite en février 2004 et entraîne une diminution de la taxe professionnelle de Mauguio. La crainte de la mainmise par la ville de Montpellier de cette importante taxe professionnelle a été un argument pour ne pas adhérer à la communauté d'agglomération. À proximité de l'aéroport, l'ancien siège d'Air Littoral est devenu un vaste campus universitaire privé, regroupant des logements étudiants, l'école supérieure des métiers aéronautiques (ESMA) et l'école des métiers immobiliers et de commerce SUPEXUP, au total environ 600 étudiants, faisant de Mauguio la troisième ville universitaire du département de l'Hérault.

### Agriculture
La commune est dans la « Plaine viticole », une petite région agricole occupant la bande côtière du département de l'Hérault. En 2020, l'orientation technico-économique de l'agriculture  sur la commune est la polyculture et/ou le polyélevage.
|               | 1988  | 2000  | 2010  | 2020  |
| ------------- | ----- | ----- | ----- | ----- |
| Exploitations | 260   | 179   | 99    | 78    |
| SAU (ha)      | 2 450 | 3 750 | 2 592 | 2 630 |

Le nombre d'exploitations agricoles en activité et ayant leur siège dans la commune est passé de 260 lors du recensement agricole de 1988  à 179 en 2000 puis à 99 en 2010 et enfin à 78 en 2020, soit une baisse de 70 % en 32 ans. Le même mouvement est observé à l'échelle du département qui a perdu pendant cette période 67 % de ses exploitations,. La surface agricole utilisée sur la commune est restée relativement stable, passant de 2450 ha en 1988 à 2630 ha en 2020. Parallèlement la surface agricole utilisée moyenne par exploitation a augmenté, passant de 9 à 34 ha.

### Environnement et développement durable
La commune s’est engagée dans une politique de développement durable en lançant une démarche d'Agenda 21 en 2005.
Aux portes de la Camargue, avec ses étangs, ses canaux, ses taureaux et ses flamants, Mauguio est considéré comme une des communes œuvrant le mieux pour la conservation de la flore, de la faune locale et du littoral.
Sur le chemin du Cabanier, entre joncs, salicorne, saladelle et iris jaunes des marais, on peut emprunter le chemin qui longe la baie de la Capoulière et l'Étang de l'Or. C'est, en partant des cabanes du Salaison, le cours d'eau qui alimente l'étang, une promenade balisée de quelque 6 kilomètres entre le ciel et l'eau.

## Culture locale et patrimoine

### Lieux et monuments
- Église Saint-Jacques de Mauguio.

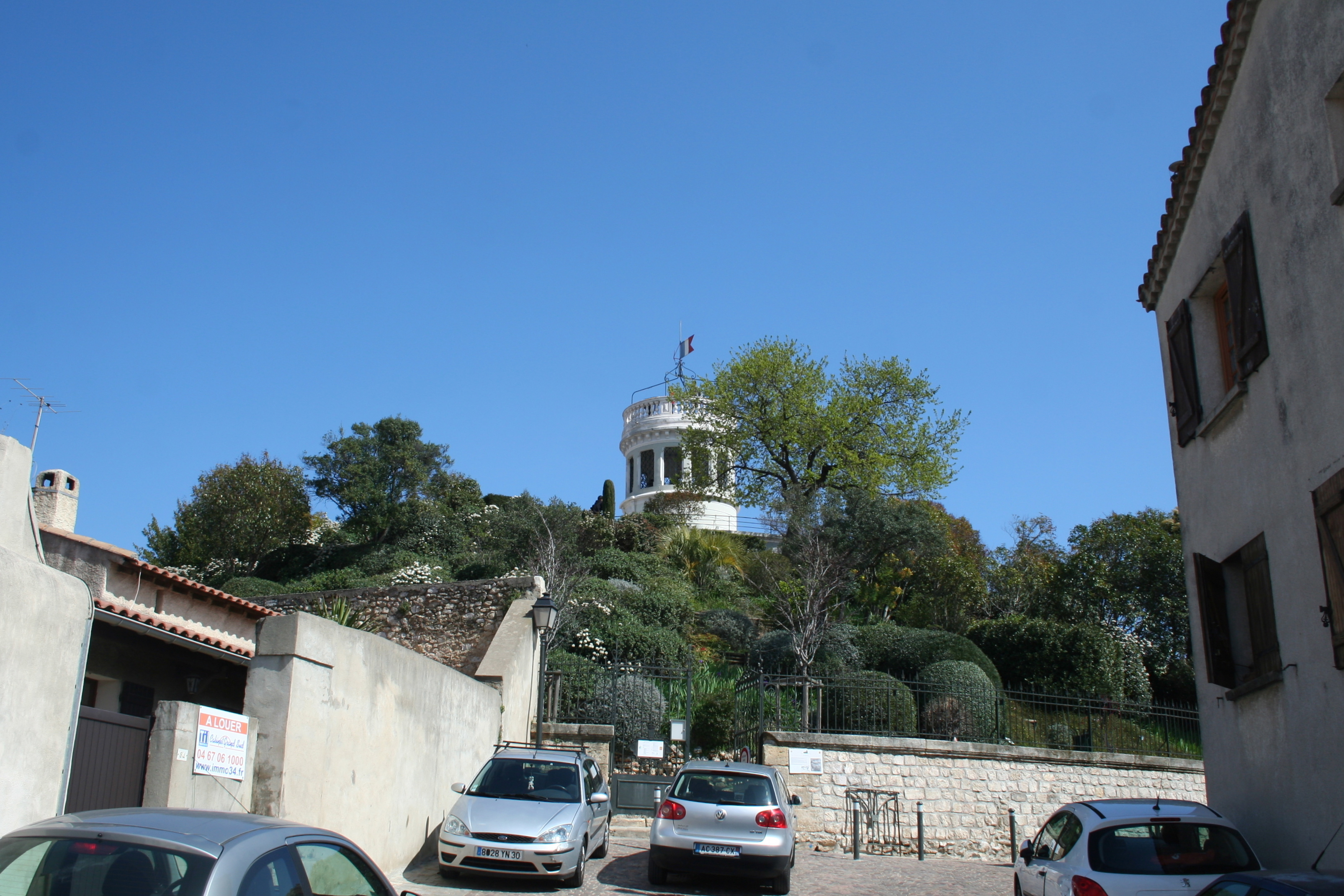
La Motte.

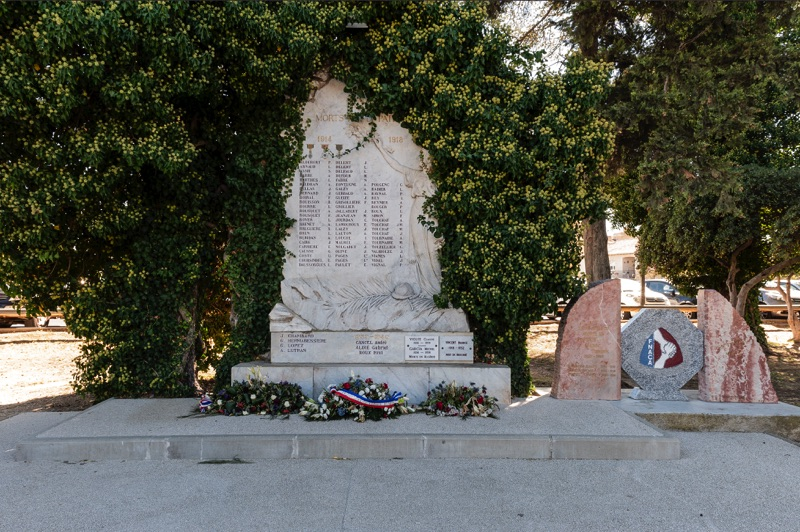
Monument aux morts.

- Église Saint-Jean-de-Malte de Carnon.
- Temple de l'Église protestante unie de France de Carnon.
- Temple de l'Église protestante unie de France de Mauguio.

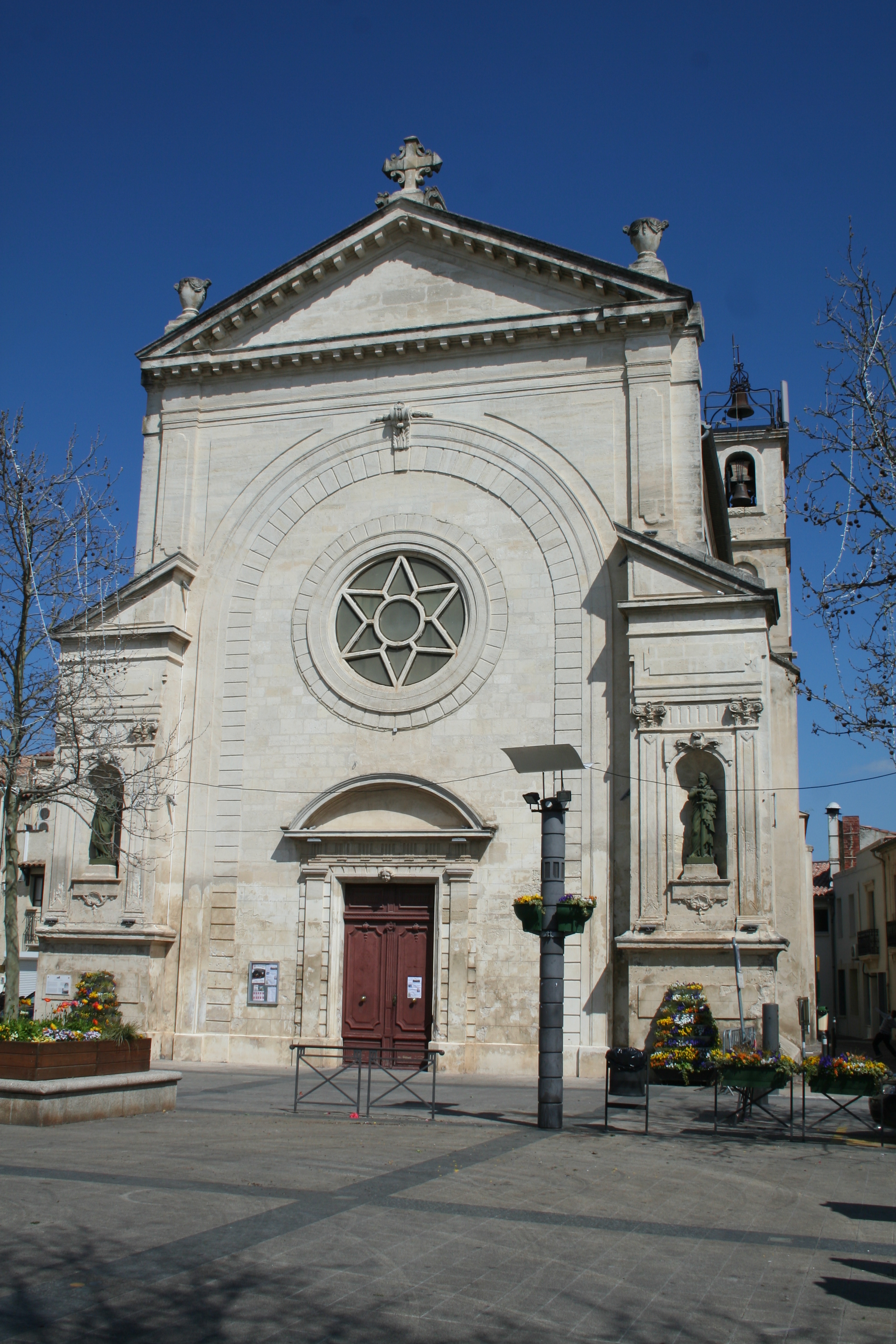
Église Saint-Jacques de Mauguio.
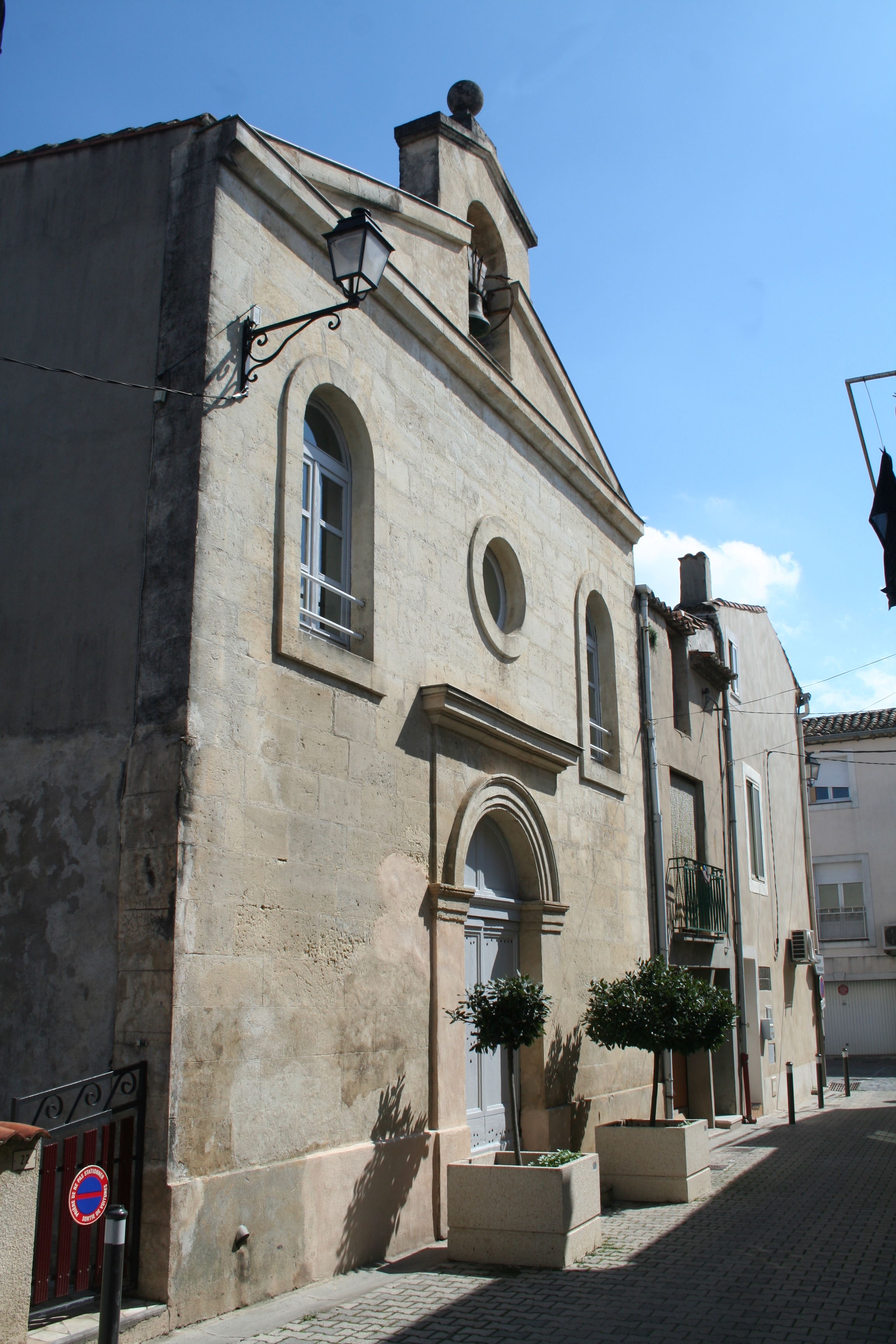
Temple de l'Église protestante unie de France de Mauguio.

- La Motte est ce qui reste de la motte dressée au Moyen Âge (vers 960), pour servir de base au château des comtes de Melgueil. Son relief est totalement créé par l'homme avec les sédiments des étangs. Une tradition ancienne, qui a perduré jusqu'au début du XXe siècle, voulait que les nouveaux arrivants dans la ville apportent de la terre des alentours pour la déposer sur cette motte. Cette tradition avait une forte symbolique sociale. Cette coutume se perpétuait également lors des mariages ou de cérémonies religieuses. Une haute tour du début du XXe siècle qui servait de château d'eau est construite sur cette Motte. Aujourd'hui, le Jardin de la Motte, qui se situe au centre de la ville, rappelle cette époque lointaine. Depuis 2008, l'ancienne motte féodale, les aménagements hydrauliques avec le réservoir, le belvédère et l'ensemble du jardin sont inscrits au titre des Monuments historiques.
- Le château des comtes-évêques de Melgueil a été construit à partir des XVe et XVIe siècles. Il est aujourd'hui divisé en plusieurs maisons particulières et protégé au titre des monuments historiques. Une campagne de fouilles archéologiques en avril 2012 dans le jardin attenant au Château des Comtes-Évêques de Melgueil a révélé que cette motte castrale est à ce jour la plus grande motte féodale artificielle connue en Europe.
- Les cabanes du Salaison, où chaque année, les week-ends du mois de mai, se tient l'exposition d'arts plastiques de « La Cabane Trempée ».
- La passerelle Mertens, surnommée pont gruyère en raison des oculus qui en éclairent l'intérieur, qui relie les deux rives du port de Mauguio-Carnon. Cette passerelle construite en 1968 par l'architecte Mertens a été restaurée en 2011[88].
- Le monument aux morts de la Première Guerre mondiale.

### Personnalités liées à la commune
- Gaston Baissette (1901-1977), écrivain et médecin, fréquentait les cabanes de Salaison.
- Guillaume Pellicier (1498-1568), évêque de Maguelone et de Montpellier, ambassadeur de François Ier à Venise[89].
- Étienne Bouisson (1813-1884), docteur en médecine et doyen de la Faculté de médecine de Montpellier[90],[91], député de l'Hérault (1871-1876).
- Ponce de Melgueil (mort en 1126) : voir ci-dessus, Histoire.
- Salomon de Melgueil au XIIIe siècle, traduisit des œuvres d'Aristote et d'Averroes en hébreu[92].
- Yves Bastide, musicien (Cargo de Nuit) cofondateur de la salle Victoire 2, fondateur de l'antenne Languedoc-Roussillon du Printemps de Bourges.
- Séverine Liénard, volleyeuse professionnelle au Gazelec Beziers Volley-ball et NA Hambourg, capitaine de l'équipe de France, joue désormais pour le club de Mauguio.
- Gérard Larrat (né en 1941), homme politique, maire de Carcassonne de 2005 à 2009 et à nouveau depuis 2014.
- Bernadette Bensaude-Vincent (née en 1949), philosophe, historienne et historienne des sciences.
- Arthur Vincent (né en 1999), joueur international français de rugby à XV, vainqueur du championnat du monde junior de rugby à XV en 2018 et 2019 avec l'équipe de France des moins de 20 ans.